# Markermeer
El Markermeer és un llac entre les províncies d'Holanda del Nord i Flevoland. Al nord-est vorega a l'IJsselmeer, el dos llacs estàn separats per un dic, el Houtribdijk. El Markermeer té una forma de triangle, té una superfície de 700 km² i en general una profunditat de 2 a 4 metres. Una part del llac forma part del Parc Nacional Nieuw Land.

## Nom
El nom del Markermeer ve de l'antiga illa Marken, que es troba al sud-oest del llac i que avui en dia és una península. Aquest nom es va començar a utilitzar a partir del 1975. Abans, la zona va ser indicada com a part sud-oest de l'IJsselmeer. Com que l'any 1976 es va construir el Houtribdijk, un dic amb una carretera d'Enkhuizen a Lelystad, aquesta part va ser separada de l'IJsselmeer i aleshores va rebre un altre nom.

## Història
La idea inicial va ser de també fer un pòlder del Markermeer, com el Flevopolder i el Noordoostpolder. Aquesta idea va provocar protestes de la població, que van dir que fer-ne un pòlder seria negatiu per la ecologia. El Markermeer ja estava jugant un paper important per assegurar el nombre d'ocells. La experiència que es va tenir amb altres pòlders va ser que a llarg termini, això podia resultar a una dessecació de la massa continental.
Quan, a més de les protestes, es va dubtar la viabilitat financera, als anys 80 es va decidir guardar el Markermeer com a llac.